# Eremolimon
Eremolimon es un género de pequeñas plantas perteneciente a la familia  Plumbaginaceae.  Comprende 4 especies descritas y pendientes de ser aceptadas.

## Taxonomía
El género fue descrito por  Ígor Linchevski y publicado en Novosti Sistematiki Vysshchikh Rastenii 22: 200. 1985    La especie tipo es Eremolimon sogdianum (Ikonn.-Gal.) Lincz.	

## Especies aceptadas
A continuación se brinda un listado de las especies del género Eremolimon aceptadas hasta abril de 2015, ordenadas alfabéticamente. Para cada una se indica el nombre binomial seguido del autor, abreviado según las convenciones y usos.
- Eremolimon botschantzevii Lincz.
- Eremolimon jarmolenkoi Lincz.
- Eremolimon kurgantjubense Lincz.
- Eremolimon sogdianum (Ikonn.-Gal.) Lincz.